# Фортеця Колувере
Фортеця Колувере (ест. Koluvere linnus нім. Schloss Lode) — середньовічна естонська фортеця, що була зведена дворянським родом Лоде наприкінці ХІІІ століття. Найдавніші її частини — це, вочевидь, струнка чотирикутна башта й стіни кастелю. 

## Історія

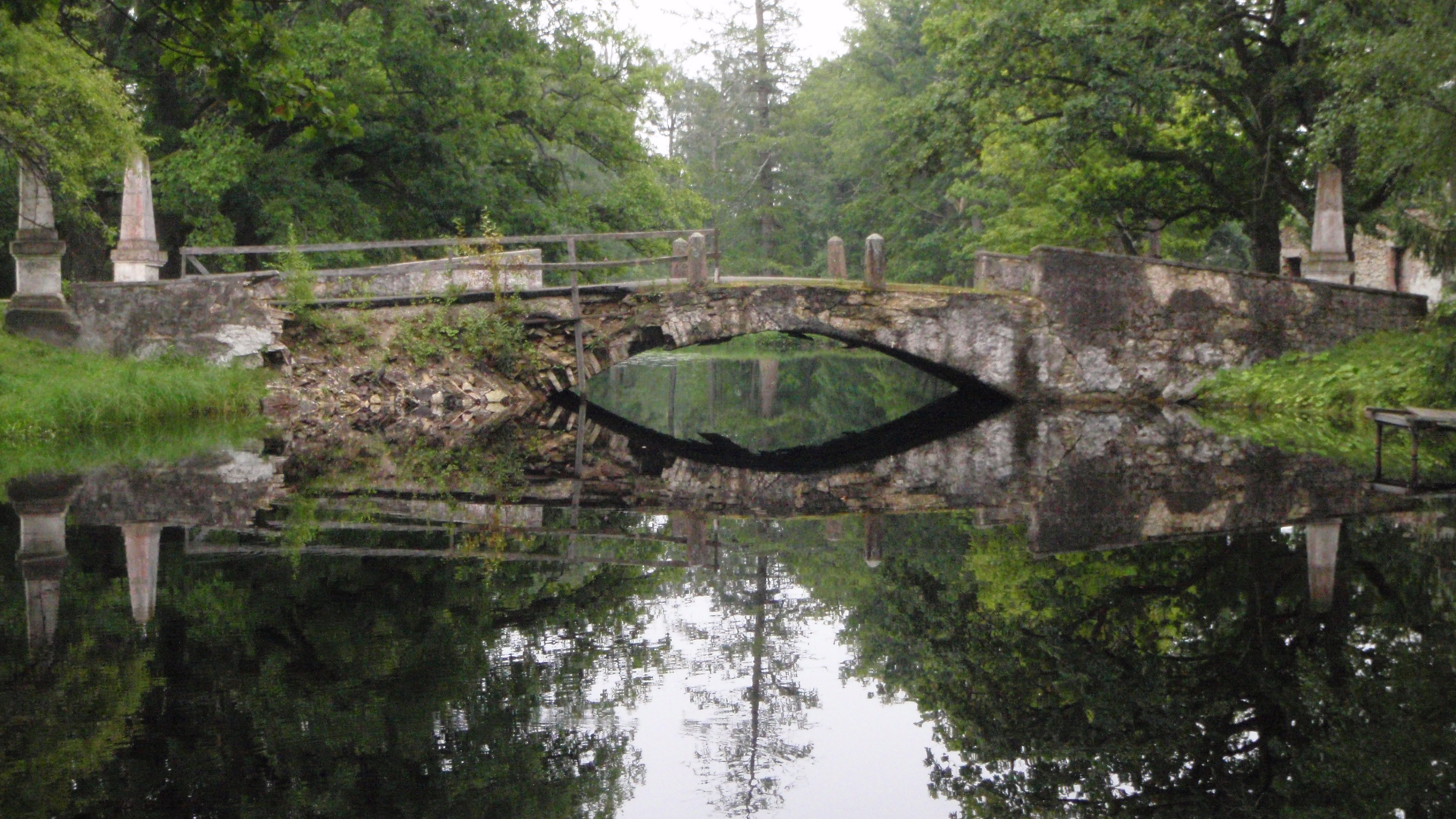
Сад навколо замку

Фортеця була зведена дворянським родом Лоде наприкінці ХІІІ століття. У 1439 році фортеця перейшла у володіння Сааре-Ляенеського єпископства й була перебудована в будинок конвенту з внутрішнім двориком. У XVI столітті було збудовано округлу гарматну башту. Фортеця розташована на штучному річковому острові — у рови, що її оточують, були спрямовані води річки Лійви.

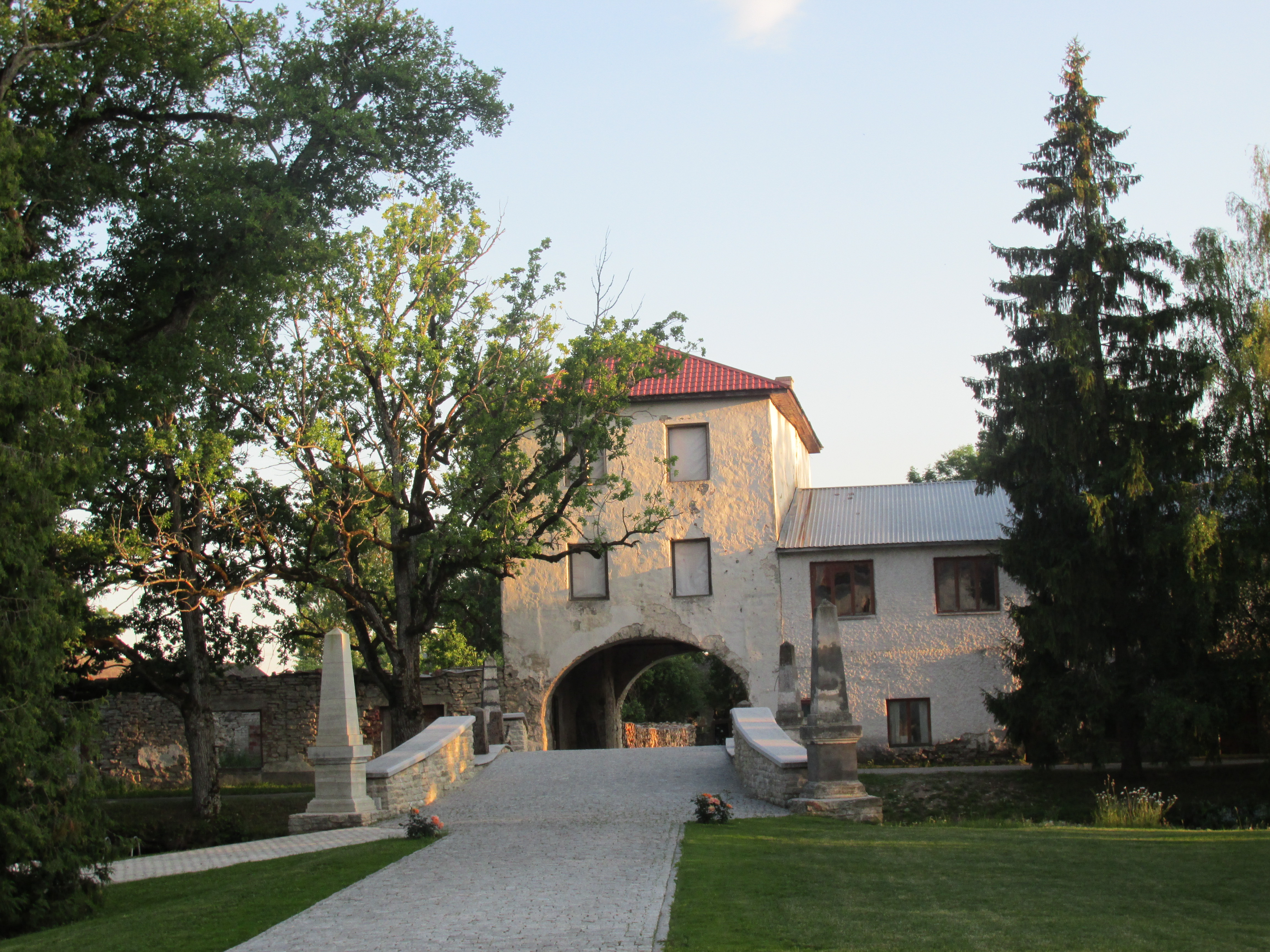
Один з входів до замку

Під час Лівонської війни під фортецею відбувалися жорстокі битви між німцями, шведами, данцями, московитами й місцевими селянами. Фортеця не зазнала суттєвих ушкоджень, вона збереглася в початковому вигляді донині.
Подарована в 1646 році шведською королевою Христиною дворянському роду фон Левенів, колишня фортеця відродилася як панський будинок. У 1771 році маєток Колувере перейшов у володіння Григорія Орлова, який звів будинок у стилі рококо. 
У 1783 році замок придбала російська імператриця Катерина ІІ з метою відправити сюди в заслання молоду вюртемберзьку принцесу Августу-Кароліну. Миза Колувере, збудована як фортеця, якнайкраще підходила для цієї мети, але опальна принцеса через два роки померла за загадкових обставин.
У 1797 році Колувере придбали фон Буксгевдени. Після пожежі в 1840 році замок відновили в неоготичному стилі зі стрілчастими проймами. Під час революції 1905 році повстанці знов спалили замок до стін, після чого він був відновлений у більш-менш попередньому вигляді.
У замку, експропрійованому в Буксгевденів, з 1924 року містився виховний заклад, а з 1963 року — лікарня для душевно хворих. У 60-х роках XX століття були відновлені висока покрівля башт, а заразом середньовічний вигляд замку. 
З 2001 році, після переїзду будинку пристарілих до нового приміщення, замок порожніє. З часів мизи збереглися деякі підручні будівлі, великий парк і два прикрашених обелісками кам'яних мости — один через річку Лійви, а другий — через рів, що оперізує замок.